# Susana Paz Castillo Ramírez
Susana Paz Castillo Ramírez, in religione Candelaria di San Giuseppe (Altagracia de Orituco, 11 agosto 1863 – Cumaná, 31 gennaio 1940), è stata una religiosa venezuelana, fondatrice delle suore carmelitane del Venezuela.

## Biografia
Nacque l'11 agosto 1863 da Francisco de Paula Paz Castillo e da María del Rosario Ramírez. Battezzata il 27 febbraio 1864 e cresimata il 13 giugno 1870, a 16 anni ricevette la Prima comunione. Fin da ragazza era molto devota alla Vergine della Candelaria; nel 1906 entrò nell'Istituto delle Suore dei Poveri di Altagracia de Orituco, assumendo il nome di Candelaria di San Giuseppe.
Fatta la professione religiosa il 31 dicembre 1910, il 31 dicembre 1916 emise i voti perpetui. Dopo aver maturato la decisione di entrare nell'Ordine del Carmelo come fondatrice delle Carmelitane Terziarie Regolari del Venezuela, fu accolta il 10 luglio 1926, diventando successivamente Superiora Generale del Noviziato di Porlamar. Dedicandosi soprattutto ai poveri e agli ammalati, creò ospedali e una scuola per bambine povere ad Altagracia de Orituco. Morì il 31 gennaio 1940 a Cumaná; sepolta nel cimitero di Santa Inés, fu collocata in seguito nella Casa Madre di Caracas.

## Il culto
La fase romana del suo processo di canonizzazione iniziò nel 1996: dichiarata venerabile nel 2004, è stata proclamata beata per decreto di papa Benedetto XVI il 27 aprile 2008.
Il miracolo che la Chiesa cattolica richiede per la beatificazione si sarebbe verificato per Milagros del Valle Candelaria Bermúdez Meza, nata il 6 settembre 1995 ad Altagracia de Orituco, nello Stato di Guárico (Venezuela), da Rafaela Meza e José Bermúdez. Al momento del parto, per Milagros del Valle era stata diagnosticata la morte endouterina fetale, essendo stata rilevata "assenza di attività cardiaca, di movimenti fetali e di liquido amniotico". Dopo essere stata provocata l'espulsione del feto, i medici notavano però segni vitali e adottavano le procedure di emergenza: la bambina veniva dimessa il 13 ottobre successivo in buone condizioni di salute. Non avendo i medici trovato una spiegazione scientifica dell'episodio, e avendo Rafaela de Bermúdez invocato l'intercessione di Madre Candelaria al momento del parto, le autorità ecclesiastiche hanno dichiarato la soprannaturalità di quanto accaduto.
La memoria liturgica della beata Candelaria di San Giuseppe ricorre il 31 gennaio.